# Miernik Draegera
Miernik Draegera – zwany także rurkowym systemem pomiarowym Drägera, to używane przez górników przenośne urządzenie rejestrujące skład powietrza pod ziemią i wykrywające obecność niebezpiecznych gazów takich jak metan. Współczesne mierniki Draegera są odporne na temperaturę do 3 tysięcy stopni Celsjusza. W wypadku katastrof górniczych pełnią role podobną do montowanych w statkach powietrznych czarnych skrzynek.